# 内田靖子
内田 靖子（うちだ やすこ、女性、1988年6月27日 - ）は、有限会社プランニング・クレアに所属する日本の女優。
東京都出身。血液型はB型。身長160cm。

## 概要
東京都出身。画家や彫刻家に囲まれて育ちながらも美術より、運動や音楽に興味を持つ。小学生の時は少年サッカーチームに所属、中学ではバスケットボールと体育会系。高校でミュージカルに興味を持ち、ダンス、歌、芝居を始めた。桐朋学園芸術短期大学音楽専攻声楽科に入学し、声楽の基礎を学ぶ。東宝ミュージカルアカデミーにて、ミュージカルの基礎を学ぶ。2011年、同卒業公演『レ・ミゼラブル』でコゼット役を演じる。その後、様々な舞台で活動中。
曾祖父は彫刻家の木下繁。祖父は画家の内田慎蔵。

## 趣味
旅行

## 出演

### 舞台
- ミュージカル「ハレルヤ！」（銀河劇場 2007年）
- 東宝ミュージカルアカデミー卒業公演「レ・ミゼラブル」コゼット役（シアタークリエ 2011年）
- TMA-Extra「ポジ★スパ」（CBGK 2011年）
- ミュージカル「ハロー・ドーリー！」（富山オーバードホール 2012年）
- ミュージカル「ミー＆マイガール」（富山オーバードホール 2013年）
- 音楽劇「イキヌクキセキ」（グローブ座　2013年）
- 「ハロー・ドーリー！」（再演）（富山オーバードホール・東京芸術劇場プレイハウス 2013年）
- ミュージカル「HONK!」ペニー役 （博品館劇場 2014年）
- Omitsu！Dream with you」 （ヤマハエレクトーンシティホール 2014年）
- エムキチビート　音劇『朱と煤　aka to kuro』橙子役（吉祥寺シアター 2014年）
- 「アレキサンドル昇天・青木繁・神話の棲み処」（紀伊国屋ホール 2015年）
- 魔劇「今日からマ王！－魔王再降臨」 （スペースZERO 2015年）
- ミュージカル「ミーアンドマイガール」 （富山オーバードホール 2015年）
- Orchestra de “R”（オーケストラ・デ・アール）（北沢タウンホール 2016年）
- 「オリーブ～心には花を、頭にはスクラップを～」（シアター１０１０ミニシアター 2016年）
- 「奇妙なり～岡本一平とかの子の数奇な航海～」（紀伊国屋ホール 2016年）
- 「アイワズライト」ミズアサギ役（紀伊國屋サザンシアター 2016年）
- tpt 第91回公演「Angels in America」ハーパー役（両国black A 2016年）
- 魔劇「今日からマ王！～魔王暴走編」（スペースＺＥＲＯ 2016年）
- 「土俵で相撲をとることは大変キケンです」あかりさん役（内幸町ホール 2017年）
- 「からくり儀右衛門」儀右衛門の妻役（南大塚ホール他 2017年）
- Orchestra de “R”（オーケストラ・デ・アール）（セシオン杉並 2017年）
- 「デリバリースーサイド」（SPACE梟門 2017年）
- tpt 第93回公演「背信」エマ役　(SUMIDA PARK GALLERY SASAYA 2018年)
- あやめ十八番第10回公演「ゲイシャパラソル」(座・高円寺 2018年)
- T-Factory「フリークス」フィリップ・ラステッソ役（吉祥寺シアター 2018年）
- 「野菊の墓」（嫂役）（恵比寿エコー劇場 2018年）
- 「ズーキーパーズ」（高木役）（ワーサルシアター 2018年）
- 「レディ・オルガの人生」ナレーション（吉祥寺シアター 2018年）
- あやめ十八番「しだれ咲きサマーストーム」お文役（吉祥寺シアター 2019年）
- 東京芸術祭2019　野外劇「吾輩は猫である」（妻役）（東京芸術劇場特設ステージ 2019年）
- Bunkamura30周年記念シアターコクーン・オンレパートリー２019　DISCOVER　WORLD　THEATER　Vol.6「ハムレット」ギルデンスターン役 (シアターコクーン・森ノ宮ピロティホール 2019年)
- 音楽劇「星の王子さま」（水戸芸術館ACM劇場・東京芸術劇場シアターイースト・兵庫芸術劇場中ホール 2020年）
- あやめ十八番「江戸系　宵蛍」粟国菜々子役（吉祥寺シアター 2020年）
- モーツァルト・シンガーズ・ジャパン　Vol.2「フィガロの結婚」（銀座王子ホール 2021年）
- カムカムミニキーナvol.71「サナギ」ナマコ役（座・高円寺・道新ホール・やまと郡山城ホール 2021年）
- あやめ十八番「音楽劇 百夜車」松風一美役（東京芸術劇場シアターウエスト 2021年）
- 中村劇場　第三回公演『読み芝居～赤江瀑の世界～「阿修羅花伝』女役（下北沢OFF・OFFシアター 2021年）
- Baobab第14回本公演 Re:born project vol.4-5「UMU-うむ-」「笑う額縁」（KAAT神奈川芸術劇場大スタジオ 2022年）
- T-factory2022年度短編戯曲祭「花鳥風月-春-」（雑遊 2022年）
- カムカムミニキーナvol.7２「ときじく～富士山麓鸚鵡鳴22360679～」鸚鵡役（座・高円寺他 2022年）
- ミュージカル「SERI（セリ）-ひとつのいのち」形成外科医役（博品館劇場他 2022年）
- T-factory2022年度短編戯曲祭「花鳥風月-秋-」（雑遊 2022年）
- 音楽朗読劇「オン・ザ・ザッテレ」べリティー役（新宿文化センター小ホール 2022年）
- PLAY/GROUND Creation #5『Spring Grieving』「春を送る」川神早月役（サンモールスタジオ 2023年）
- 座・高円寺夏の劇場06／T Crossroad＜花鳥風月＞そして春　ウリコヒメ役（座・高円寺１ 2023年）
- あやめ十八番「六英花　朽葉」躑鐲役（座・高円寺１ 2023年）
- 「セイムタイム、ネクストイヤー」ドリス役（高円寺K'sスタジオ 2023年）
- CCCreation Presents「白蟻」八重山素子役（KAAT神奈川芸術劇場大スタジオ 2024年）
- あやめ十八番「雑種 小夜の月」黒川小百合役（座・高円寺１ 2024年）
- NYチェイン劇場「スパークシアターフェスティバルNYC Fall2024」『Irreplaceable,A New Musical』
- あやめ十八番番外公演「楽屋-流れ去るものはやがてなつかしき-」女優B役（澤田写真館 2024年）
- 劇団印象「女性映画監督第一号」包琳琳役（吉祥寺シアター 2025年）

### テレビ
- NHK Eテレ（教育）「みいつけた」

### CM
- タカラレーベン「日めくりカレンダー」
- CYUON「グラデーション粉体塗装」
- サカゼン「プロテイン」
- （株）PLAY スタジオ紹介
- CYUON 「COLOR OF PLANETS-色の惑星」（日本空間デザイン賞 2024 にて審査員特別賞を受賞）

### 映画
- 「パンク侍、斬られて候」石井岳龍監督
- 「ミセス・ノイズィ」天野千尋監督